# Johanna Luise von Werthern

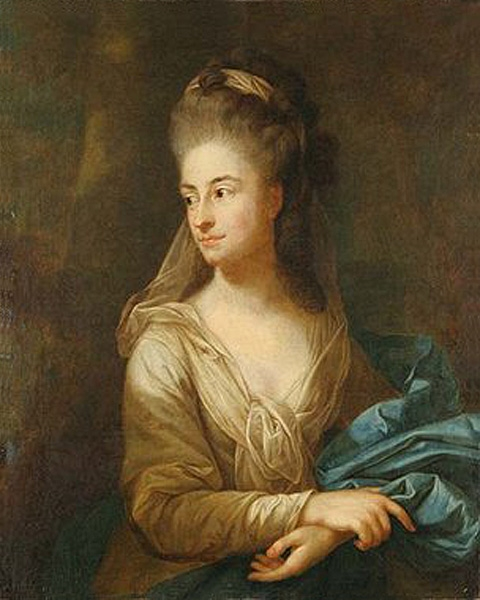
Johanna Luise von Werthern, Gemälde von Anton Graff, 1777/78

Die Gräfin Johanna Luise von Werthern (* 28. Februar 1752 in Nassau an der Lahn; † 8. März 1811 in Dresden; geborene Freiin vom und zum Stein) war eine deutsche Adlige.

## Leben
Luise vom und zum Stein wurde als eines der neun Kinder ihrer Eltern Karl Philipp Reichsfreiherr vom und zum Stein und dessen Ehefrau Henriette Karoline Langwerth von Simmern, verwitwete Löw von und zu Steinfurth, geboren. Ihr um fünf Jahre jüngerer Bruder war der bekannte spätere preußische Minister und Reformer Freiherr Karl vom und zum Stein. Luise wuchs im Steinschen Schloss in der Stadtmitte von Nassau auf.
In ihrer Jugend wurde sie von Karl August von Hardenberg sehr verehrt, der ihr aber seine Liebe nie gestanden haben soll. Freundschaftlich verbunden war sie ihrem Zeichenlehrer im Steinschen Hause Georg Melchior Kraus. Sie selbst schwärmte längere Zeit für den Großhofmeister des Mainzer Kurfürsten, Baron Friedrich Carl Willibald von Groschlag zu Dieburg. Schließlich heiratete sie am 12. Juli 1773 in Nassau den 13 Jahre älteren Grafen Jacob Friedemann von Werthern, was von ihren Eltern und der Öffentlichkeit als eine „gute Partie“ angesehen wurde. Luise folgte ihrem Ehemann auf sein Schloss Neunheilingen in Thüringen.
Da dieser in Diensten des Dresdner Hofes stand, verbrachte Luise auch Zeiten in der sächsischen Residenzstadt. Hier gebar sie am 9. April 1774 ihre Tochter Henriette Caroline Luise. Ihr Mann wurde in diplomatischen Diensten noch im gleichen Jahr an den spanischen Hof beordert. Luise folgte ihm nach Madrid. Töchterchen Henriette blieb bei seiner Großmutter in Nassau. In Madrid kam am 27. Juni 1775 die zweite Tochter Jacobine Henriette Juliane zu Welt. Diese starb allerdings noch vor Vollendung des ersten Lebensjahres und wurde auch in Madrid beerdigt. Zum Ende der 1770er Jahre kehrte das Ehepaar von Werthern aus Spanien zurück und hielt sich wieder häufig in Neunheilingen auf. Hier hatte es auch Kontakte zum Weimarer Hof. In diese Zeit fielen erste Spannungen und gewisse Entfremdungen des Paares, möglicherweise wegen des Ausbleibens eines Stammhalters, wohl aber auch wegen gewisser skurriler Eigenheiten des Ehemannes.
Gleichzeitig wurde der Weimarer Herzog Karl August auf Luise aufmerksam und machte ihr, obwohl beide verheiratet waren, unverhohlen den Hof. Er besuchte zusammen mit Goethe mehrfach Schloss Neunheilingen. Obwohl Luise ihm, wie vermutet wird, auch gewogen war, hielt sie dennoch zu ihrer nicht sehr glücklichen Ehe. Auch Goethe bewunderte die Frau sehr, wie u. a. in einem Brief an Charlotte von Stein zum Ausdruck kommt. Die Verhältnisse und Erlebnisse auf Neunheilingen hat Goethe auch in seinen Wilhelm-Meister-Romanen einfließen lassen.
1783 wurde der Graf von Werthern Chef der Stiftsregierung Naumburg-Zeitz, eine Stellung, die er bis zu seinem Tode innehatte. Nun war Zeitz der Hauptwohnsitz der Familie, nicht sehr weit entfernt von Eythra, einem Gut, das dem Grafen 1772 bei einer Erbteilung mit seinem Bruder zugefallen war. Der Ausbau des zugehörigen Schlosses und die Umgestaltung des Parks zum Englischen Garten waren Aktionen, an denen Luise von Werthern maßgeblich beteiligt war. Es entstanden antikisierende, gotisierende und chinoise Bauten und Denkmäler, z. B. um 1790 ein Trianon in der Art römischer Tempelruinen am Ende der 650 Meter langen, vierreihigen Eythraer Lindenallee. Ähnliche Bauten in Weimar und dem Tiefurter Park waren dabei Vorbild. 1795 wurden die Tapeten für das Römische Zimmer von Eythra bestellt, das noch heute einen Glanzpunkt im Leipziger Grassi Museum für Angewandte Kunst darstellt.
Nachdem Graf von Werthern 1806 gestorben war, verbrachte Luise ihre letzten Lebensjahre in der Residenzstadt Dresden. Am 8. März 1811 erlag sie hier ihrer „vieljährigen Lungensucht und Auszehrung“. Sie wurde neben ihrem Gatten auf dem Eythraer Friedhof beigesetzt.